# Air Batumi
Air Batumi – nieistniejąca gruzińska linia lotnicza z siedzibą w Batumi.

## Flota
Linia eksploatowała samoloty Fokker 100 i Boeing 737.